# Chlorocoma stereota
Chlorocoma stereota är en fjärilsart som beskrevs av Edward Meyrick 1888. Chlorocoma stereota ingår i släktet Chlorocoma och familjen mätare. Inga underarter finns listade i Catalogue of Life.

## Bildgalleri

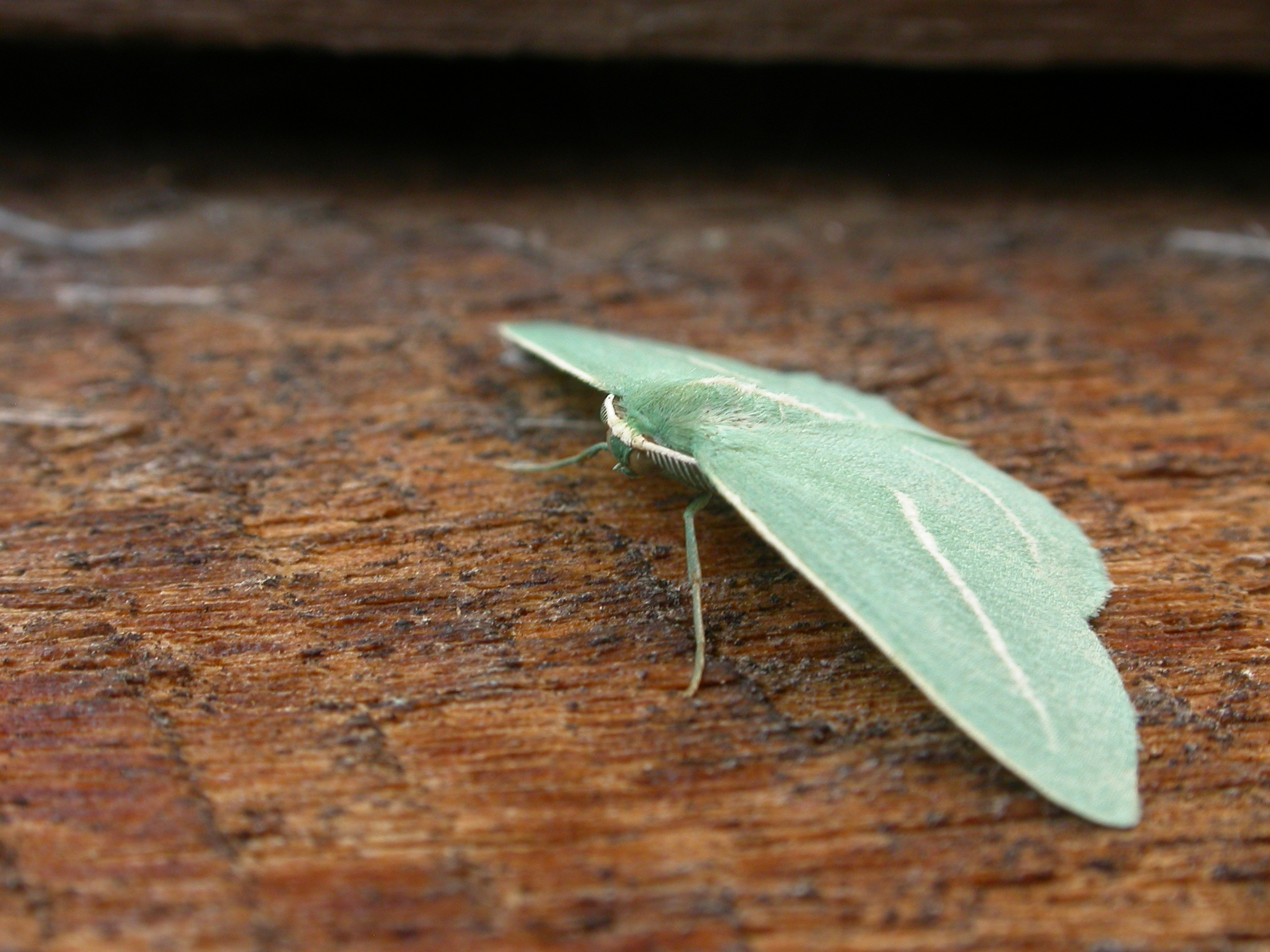